# Mary Lemphane
Mary Lemphane (2 de mayo de 1979) es una deportista lesotense que compitió en taekwondo. Ganó dos medallas de oro en el Campeonato Africano de Taekwondo en los años 1996 y 1998.

## Palmarés internacional
| Campeonato Africano | Campeonato Africano       | Campeonato Africano | Campeonato Africano |
| Año                 | Lugar                     | Medalla             | Categoría           |
| ------------------- | ------------------------- | ------------------- | ------------------- |
| 1996                | Johannesburgo (Sudáfrica) | Medalla de oro      | –47 kg              |
| 1998                | Nairobi (Kenia)           | Medalla de oro      | –47 kg              |